# Не промахнись, Ассунта!
«Не промахнись, Ассунта!» (итал. La ragazza con la pistola — «Девушка с пистолетом») — комедия Марио Моничелли 1968 года. За главную роль в этом фильме Моника Витти на кинофестивале в Сан-Себастьяне в 1968 году получила приз в номинации «Лучшая женская роль», а в 1969 году — приз «Серебряная лента» в той же номинации. Фильм также был удостоен двух призов «Давид ди Донателло» в номинациях лучшая женская роль (Моника Витти) и лучшая продюсерская работа (Джанни Экт Лукарио). В 1969 году он был номинирован на «Оскар» как лучший фильм на иностранном языке.

## Сюжет
Сицилия. Глухой провинциальный город. Местный сердцеед Винченцо Макалузо (Карло Джуффре) похищает невесту. Но по ошибке вместо намеченной жертвы в его сети попадает Ассунта (Моника Витти). Винченцо отнюдь не намерен жениться на ней, но девушка безнадёжно скомпрометирована. В страхе перед возможной вендеттой Винченцо бежит из страны. У Ассунты нет ни отца, ни братьев, мстить за неё некому, и поэтому родные вручают ей пистолет и билет в один конец и отправляют за море убивать злодея — хотя на самом деле Ассунта мечтает выйти за него замуж.
Прибыв в Шотландию, наивная провинциалка с длинной косой попадает во множество комичных ситуаций: при виде джентльмена в килте она не может удержаться от хохота, её коса оказывается в бокале с виски… Пытаясь выследить Винченцо, Ассунта всё лучше и лучше понимает жизнь в другой стране. Она решает изучить медицину. Работая в больнице, девушка встречает новых людей, и хотя роман с депрессивным самоубийцей-гомосексуалистом (Корин Редгрейв) кончается неудачно, солидный доктор Осборн (Стенли Бейкер) явно неравнодушен к Ассунте. Но что же теперь делать с Винченцо и с планами мести? Ведь Ассунта стала совсем другой…

## В ролях
- Моника Витти, Ассунта Патане
- Карло Джуффре, Винченцо Макалузо
- Стэнли Бейкер, доктор Осборн
- Корин Редгрейв, самоубийца
- Энтони Бут[2], игрок в регби
- Доминик Аллан, мистер Салливан
- Дебора Стенфорд, миссис Салливан
- Катерина Феллер, Розина
- Хелен Даунинг, Ада
- Тиберио Мурджа, эмигрант из Сицилии
- Альдо Пулизи, эмигрант из Сицилии
- Джанет Брандес, медсестра
- Наташа Харвуд, миссис Осборн
- Стефано Сатта Флорес, официант в ресторане